# Vaniškovce
Vaniškovce es un municipio del distrito de Bardejov en la región de Prešov, Eslovaquia, con una población estimada a final del año 2024 de 401 habitantes.
Se encuentra ubicado en el centro-norte de la región, cerca del río Topľa (cuenca hidrográfica del río Tisza) y de la frontera con Polonia.

## Demografía
| Año        | 1994 | 2004    | 2014     | 2024    |
| ---------- | ---- | ------- | -------- | ------- |
| Población  | 343  | 335     | 385      | 401     |
| Diferencia |      | −2,33 % | +14,92 % | +4,15 % |

| Año        | 2023 | 2024 |
| ---------- | ---- | ---- |
| Población  | 401  | 401  |
| Diferencia |      | +0 % |